# Satish Kaushik
Pour les articles homonymes, voir Kaushik.
Satish Kaushik (en hindi : सतीश कौशिक), né le 13 avril 1956 dans le district de Mahendragarh et mort le 9 mars 2023 à Gurgaon (Haryana), est un acteur et réalisateur indien du cinéma de Bollywood ainsi que de théâtre.

## Biographie
De 1972 à 1975, Satish Chandra Kaushik poursuit ses études au sein du Kirori Mal College, à New Delhi. À la suite de l'obtention de son diplôme de l'École nationale d'art dramatique (NSD) à New Delhi en 1978, il entre à l’Institut indien du film et de la télévision à Pune.
Satish Kaushik a été à la tête de l'Asian Academy of Film & Television.

### Carrière
Satish Kaushik commence sa carrière comme directeur assistant auprès de Shekhar Kapoor dans le film Masoom (1983), qui marque également ses débuts en tant qu'acteur.  

#### Réalisateur
Ses deux premiers films en tant que réalisateur s'intitulent Roop Ki Rani Choron Ka Raja (1993) et Prem (1995). Or, ceux-ci ne rencontrent pas le succès espéré. Satish Kaushik persévère et signe son premier grand succès en 1999 avec Hum Aapke Dil Mein Rehte Hain.
En 2007, Satish Kaushik s'associe à Anupam Kher pour le lancement d'une nouvelle maison de production 'Karol Bagh Productions' dont le premier film Teree Sang est réalisé par ses soins.

#### Acteur
En tant qu'acteur, Satish Kaushik est célèbre pour ses rôles dans Mr. India, Rendez-vous à Brick Lane (2007). 

#### Théâtre
Au théâtre, Satish Kaushik a été acclamé pour son rôle de 'Willy Loman' dans la pièce Salesman Ramlal, une adaptation de Mort d'un commis voyageur d'Arthur Miller.

## Récompenses
Satish Kaushik a remporté deux fois le Filmfare Best Comedian Award en 1990 pour le film Ram Lakhan et en 1997 pour le film Saajan Chale Sasural.

## Filmographie

### Scénariste
- Shaadi Se Pehle (2006) (scénario)
- Jaane Bhi Do Yaaro (1983) (dialogue)

### Producteur
- Teree Sang (2009) (coproducteur)
- Badhaai Ho Badhaai (2002) (producteur)
- Mr. India (1987) (coproducteur)

### Réalisateur
- Milenge Milenge (2010)
- Teree Sang (2009)
- Karzzzz (2008)
- Shaadi Se Pehle (2006)
- Vaada (2005)
- Tere Naam (2003)
- Badhaai Ho Badhaai (2002)
- Mujhe Kucch Kehna Hai (2001)
- Hamara Dil Aapke Paas Hai (2000)
- Hum Aapke Dil Mein Rehte Hain (1999)
- Prem (1995)
- Roop Ki Rani Choron Ka Raja (1993)

### Acteur
- Chatur Singh Two Star (2010)
- Aagaah (2009)
- Love Ka Tadka (2009)
- Do Knot Disturb (2009) : Patron de Goverdhan
- Road, Movie (2009) : Om
- Teree Sang (2009)
- God Tussi Great Ho (2008) : Bholaram Sachha
- Dhoom Dadakka (2008) : Johnny English
- Kuch Khatta Kuch Meetha (2007)
- Brick Lane (2007) : Chanu Ahmed
- Migration (2007) : M. Nanda
- Shoonya (2006) : Rasiklal Chaddha
- Umar (2006) : Rajpal Singh
- Khullam Khulla Pyaar Karen (2005) : R.t. Manghnani
- Wajahh: A Reason to Kill (2004) : Inspecteur Bholenath
- Aabra Ka Daabra (2004) : Dilbaug Singh/Jadugar Pyaara Singh
- Out of Control (en) (2003) : Mango
- Tehzeeb (2003) : Kamal Choksi
- Calcutta Mail (2003) : Sujan Singh
- Hum Kisi Se Kum Nahin (2002) : Pappu Pager
- Kyo Kii... Main Jhuth Nahin Bolta (2001) : Mohan
- Hamara Dil Aapke Paas Hai (2000) : Jo-Jo Goel
- Tera Jadoo Chal Gayaa (2000)
- Chal Mere Bhai (2000)
- Hadh Kar Di Aapne (2000) : Prakash Choudhury
- Papa the Great (2000) : Chutki Prasad
- Dulhan Hum Le Jayenge (2000) : Inspecteur
- Haseena Maan Jaayegi (1999) : Kunj Biharilal
- Rajaji (1999) : Shaadilal
- Aa Ab Laut Chalen (1999) : Chaurasia
- Bade Dilwala (1999) : Inspecteur Iqbal Shaikh
- Hum Aapke Dil Mein Rehte Hain (1999) : Nathu
- Pardesi Babu (1998) : Harpal 'Happy' Singh
- Bade Miyan Chote Miyan (1998) : Sharafat Ali
- Gharwali Baharwali (1998) : Jumbo
- Aunty No. 1 (1998) : M. Pareshan
- Qila (1998) : Ghanya Seth
- Chhota Chetan (1998) : Professeur Chashmish
- Mr. & Mrs. Khiladi (1997) : Chanda Mama
- Deewana Mastana (1997) : Pappu Pager
- Mere Sapno Ki Rani (1997) : Ram Nehle
- Ghoonghat (1997) : Lalu Lal Langotia
- Dil Ke Jharoke Main (1997) : Mac/Mohan Pahariya
- Gudgudee (1997) : Ravindranath 'Ravi'
- Saajan Chale Sasural (1996) : Mutthu Swamy
- Andaz (1994) : Panipuri Sharma
- Sardar (1993)
- Vishkanya (1991) : Lala Lachiram Chaudhary
- Maut Ki Sazaa (1991) : Girdhari
- Jamai Raja (1990) : Bankhe Bihari Chaturvedi
- Swarg (1990) : Airport/Adda/Chaddha
- Taqdeer Ka Tamasha (1990) : Havaldar Sharma
- Awaargi (1990) : Ami d'Azaad
- Aag Se Khelenge (1989) : Inspecteur Pardesi
- Prem Pratigyaa (1989) : Charan
- Joshilaay (1989)
- Vardi (1989)
- Daddy (1989) (TV)
- Ram Lakhan (1989) : Kashiram
- Ek Naya Rishta (1988)
- Thikana (1987) : Chakradhari
- 'Kaash' (1987) : Jagan
- Mr. India (1987) : Calendar
- Jalwa (1987) : Havaldar Ramu Ghadiali
- Susman (1987)
- Saagar (1985) : Batuk Lal
- Mohabbat (1985)
- Utsav (1984)
- Jaane Bhi Do Yaaro (1983) : Ashok
- Woh 7 Din (1983) : Kishan
- Mandi (1983)
- Masoom (1983)